# Micropterygium angustistipulum
Micropterygium angustistipulum là một loài Rêu trong họ Lepidoziaceae. Loài này được Spruce mô tả khoa học đầu tiên năm 1885.